# Turkish Airlines
A Turkish Airlines (törökül: Türk Hava Yolları) (THY) Törökország nemzeti légitársasága, melynek központja Isztambulban található. A társaság indít járatokat Európába, a Közel-Keletre, a Távol-Keletre, Észak-Afrikába, Dél-Afrikába és az Amerikai Egyesült Államokba. A Turkish Airlines bázisrepülőtere az isztambuli Isztambuli repülőtér (IST), másodlagos forgalmi bázisa az ankarai Esenboğa nemzetközi repülőtér (ESB) valamint az isztambuli Sabiha Gökçen nemzetközi repülőtér (SAW).

## Története

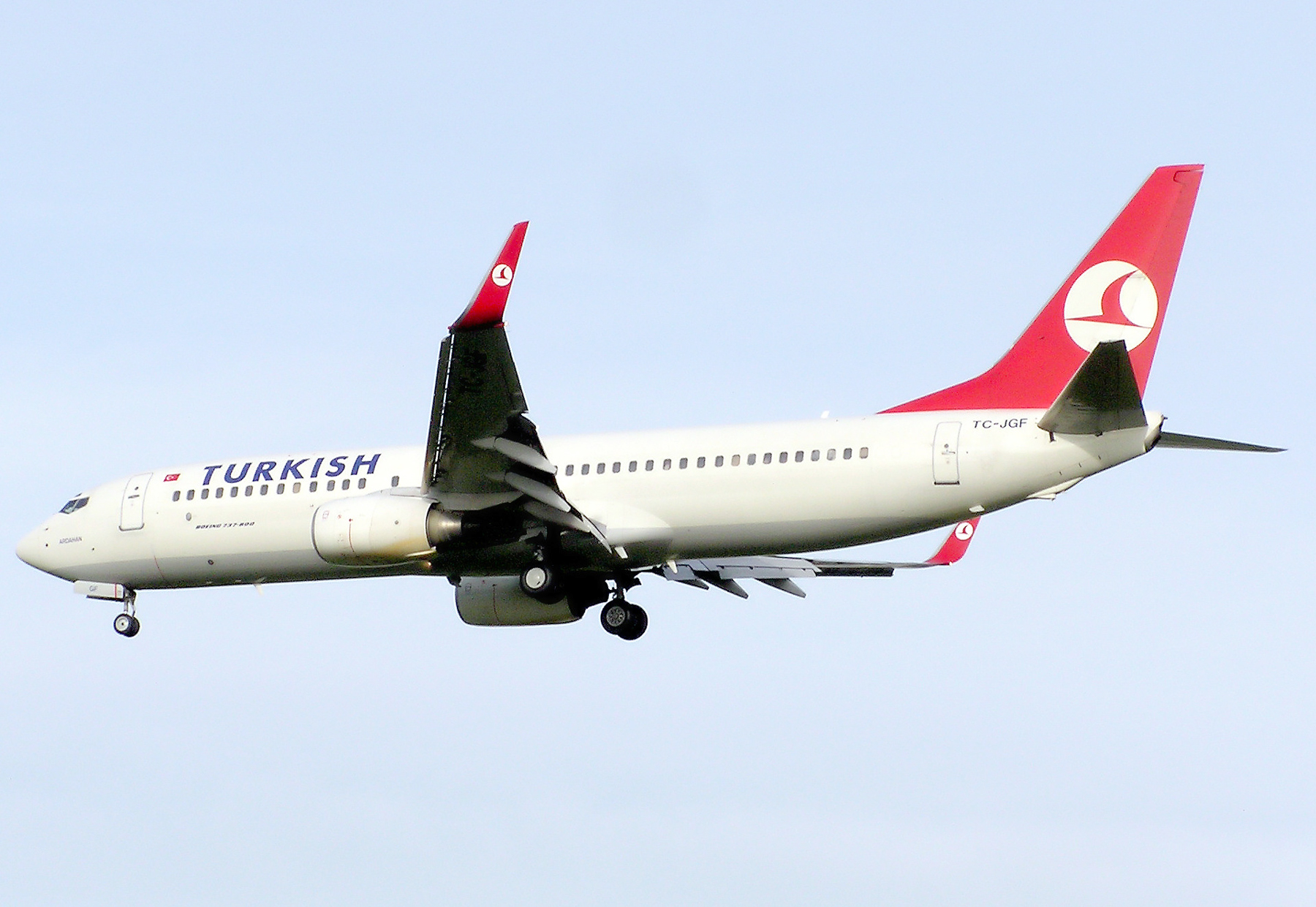
Török Boeing 737-800

A török légitársaságot 1933. május 20-án alapították, Állami Légitársasági Irányítóközpont (Hava Yolları Devlet Işletmesi Idaresi) néven. 1933 augusztusában indította első járatait Isztambulba, Ankarába és Eskişehirbe. 1938 júniusában nevét megváltoztatták DHY-re (Devlet Hava Yolları Umum Müdürlüğü). Az első nemzetközi járatot 1947-ben indították Athénba, de 40 évbe telt, míg hosszabb távú járatokat is elindítottak a Közel-Keletre és a tengerentúlra.
1956. február 20-án a társaságot átalakították, új neve Türk Hava Yolları (Török Légitársaság) lett. A társaság részvényeinek 24,8%-át magánembereknek adták el 1990-ben, 75,2%-a az állam tulajdonában van. A THY-nek jelenleg körülbelül 12 000 alkalmazottja van. A társaságnak 50%-os részesedése van a SunExpress légitársaságban, a részvények másik felének tulajdonosa a német Lufthansa Group.

## Flotta

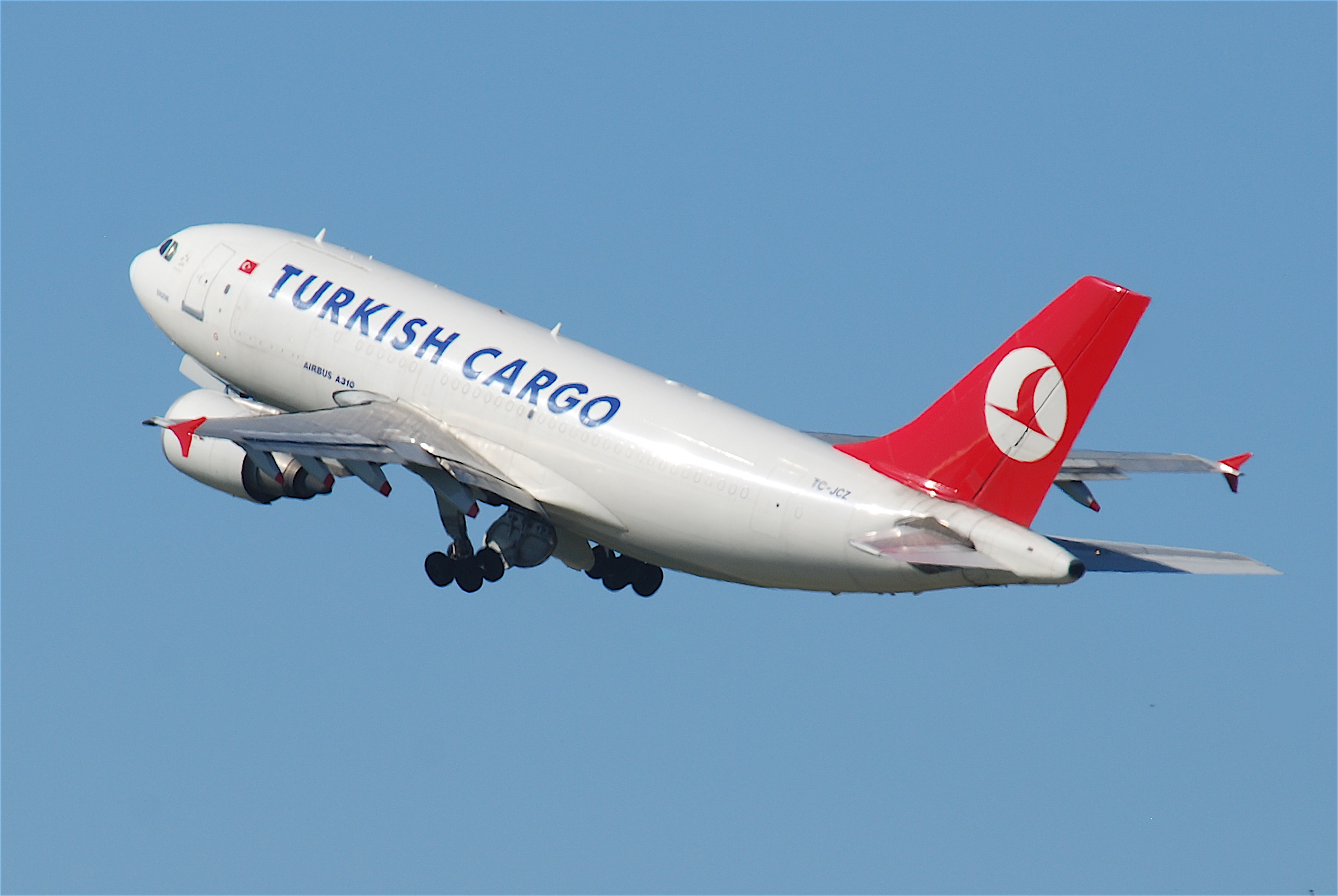
Airbus A310-300F

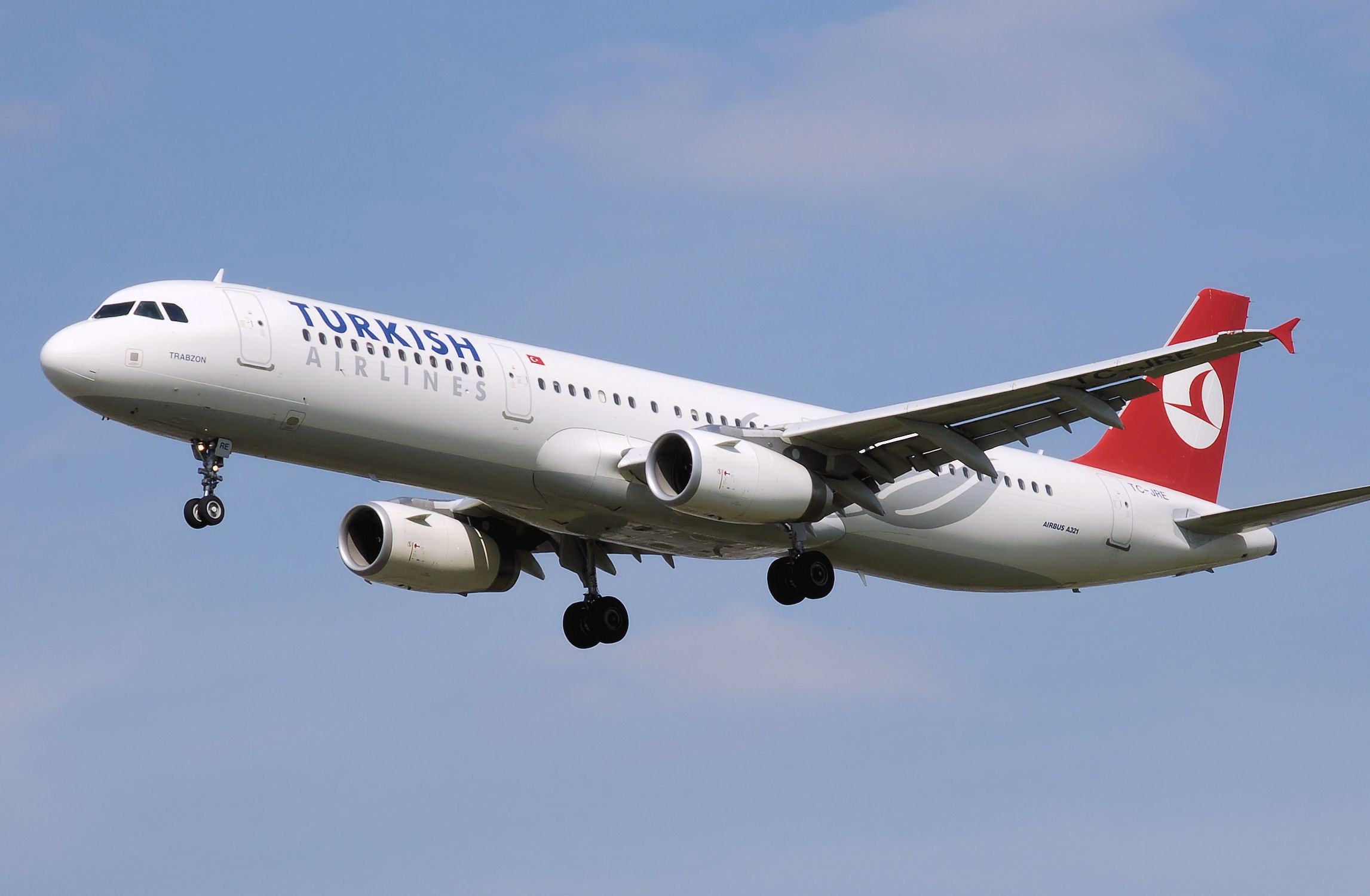
Airbus A321-200

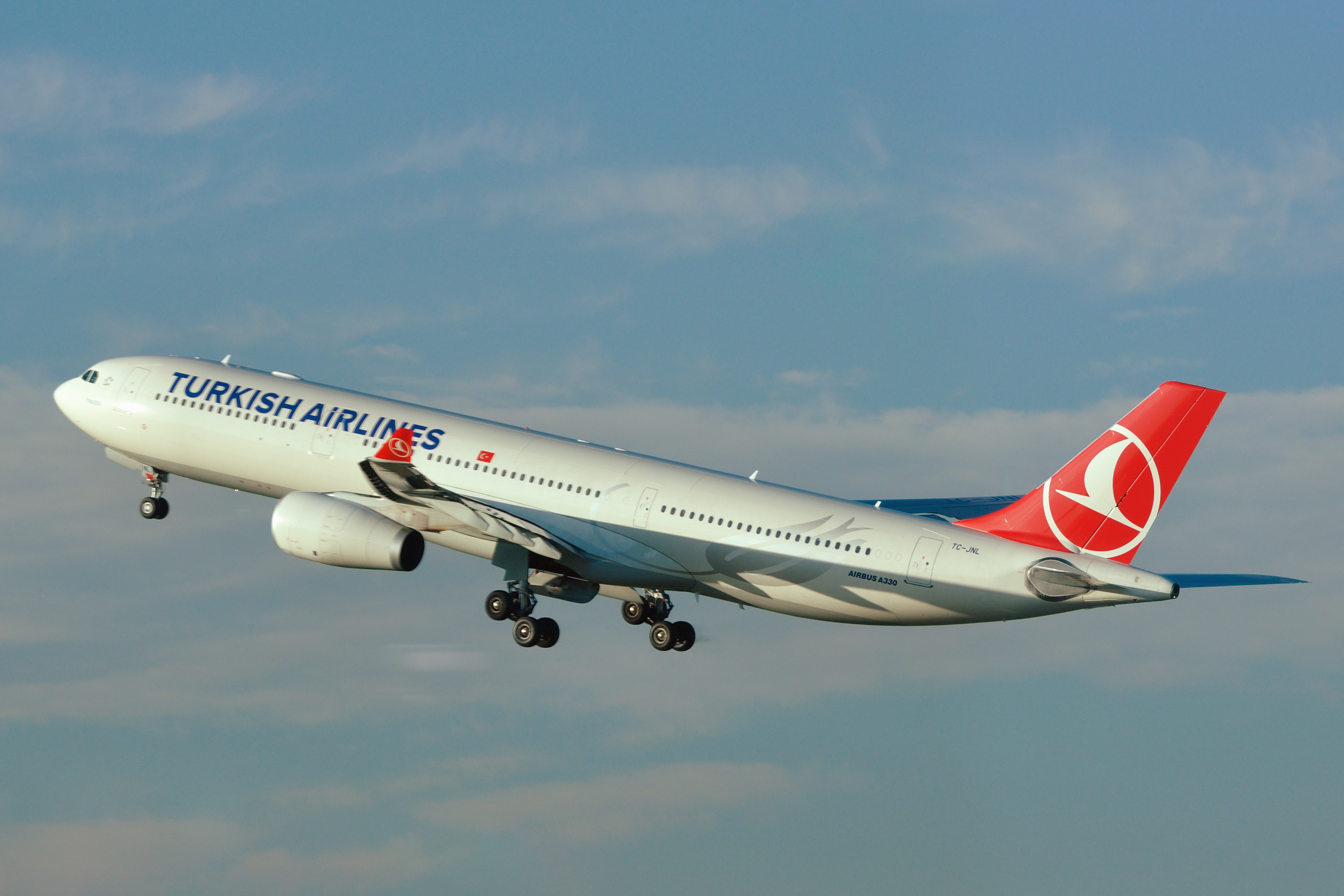
Airbus A330-300 új logóval

2013 decemberében a Turkish Airlines flottája 233 db repülőgépet tartalmaz.

## Légikatasztrófák
72 éves történelme során a Turkish Airlines-nak mindössze két balesete volt nemzetközi járaton, és néhány belföldi járaton. A legnagyobb baleset 1974. március 3-án történt Franciaországban, amikor a Turkish Airlines 981-es járata lezuhant. 346-an haltak meg. A másik a baleset az Amszterdam-Schiphol repülőtér ILS kifutópályája megközelítése közben történt. A gépen (TA 1951 járat) furcsa összeesésképpen csak olyan személyek haltak meg, akiknek volt köze a repüléshez: a három pilóta és három Boeing-szakértő utasként. A balesetet a kapitány magasságmérője és a figyelem hiánya miatt következett be. A hibás magasságmérő miatt a gép túl hamar lebegtetett ki.

## Turkish Airlines karbantartási központ
A Turkish Airlines karbantartási központja az isztambuli Atatürk repülőtéren található. Ez a központ felelős a gépek és alkatrészek karbantartásáért, ellenőrzéséért és javításáért.